# لین اسکوبر
لین اسکوبر (انگلیسی: Linn Skåber؛ زادهٔ ۳۱ مارس ۱۹۷۰) هنرپیشه، خواننده، و فیلم‌نامه‌نویس اهل نروژ است.